# Daniel Bogdanović
Daniel Bogdanović est un footballeur maltais d'origine serbe né le 26 mars 1980 à Misrata en Libye. Il joue actuellement dans le club maltais de Floriana
Il fait ses débuts avec l'équipe nationale maltaise face à la Jordanie le 9 février 2002, et marque face au Kazakhstan le 12 février 2003 son premier et unique but international.

## Biographie
Il est transféré à Blackpool le 1er septembre 2011. Mais, peu utilisé par son entraîneur Ian Holloway, il est prêté début janvier 2012 à un club de League One (troisième division), le Rochdale AFC, pour une durée d'un mois.